# Gencs
Gencs (románul Ghenci) falu Romániában, Szatmár megyében.

## Fekvése
Gencs Románia északnyugati felében, Szatmár megye délnyugati részén, Nagykároly közelében helyezkedik el. A falu belterülete észak–déli irányban a Nagykároly–Tasnád közötti útszakasz mentén húzódik, és 125 hektárt tesz ki (az összterület 2477 hektár).

## Közigazgatása
Közigazgatását tekintve a szomszédos Érkáváshoz tartozik az 1968-as területi-közigazgatási átrendezésnek köszönhetően. Addig önálló önkormányzattal, községi tanáccsal rendelkezett. A falu déli része lévén az idősebb (a múlt századokban alakult ki és szerveződött), itt találhatjuk a régi házak többségét. A lakott terület terjeszkedése az északi rész felé történt, amit nagyrészt az új házak is elárulnak. A faluközpont a déli részen található, amely a rendszerváltozást követően leromlott állapotba került.

## Története
A falu neve a Gencsy nemzetség nevéhez fűződik, amely a 15. század elején birtokolta. 1514-ben a Gencsyek jószágait a király elkoboztatta és a Báthoryaknak adományozta. Ebben a században a Báthoryak mellett, akik itteni birtokukat az ecsedi uradalomhoz csatolták, számos más nemes család szerzett itt kisebb-nagyobb birtokot, többek között a Csűry család birtokolt nagyobb területeket. A község nemesi birtoklása egyedülálló a közvetlen környezetében, mivel a szomszédos falvak mindegyike szinte teljes egészében a gróf Károlyi család birtokát képezte, így joggal nevezhető a falu Egyed Ákos terminológiájával nemesi-libertinus településnek. Gencs az 1784/87-es Józsefkori népszámlálás szerint közbirtokosok által bírt község; 1913-ban pedig már nagyközség.
A trianoni béke előtt Szatmár vármegye nagykárolyi járásába tartozott.
1910-ben a lakosság száma: 1521. Ebből magyar 1482 (97,44%), román 15 (0,99%), egyéb 24 (1,57%).
Lásd még: Gencsy-család, Balkány

## Itt született
- Csomay Pál 1775. szeptember 10-én
- Nagy László néprajzi szakíró, helytörténész 1936. augusztus 22-én